# Scaptius pseudoprumala
Scaptius pseudoprumala är en fjärilsart som beskrevs av Rothschild 1935. Scaptius pseudoprumala ingår i släktet Scaptius och familjen björnspinnare. Inga underarter finns listade.